# Список людей, які загинули під час сходження на Аннапурну

## Загальна характеристика гори

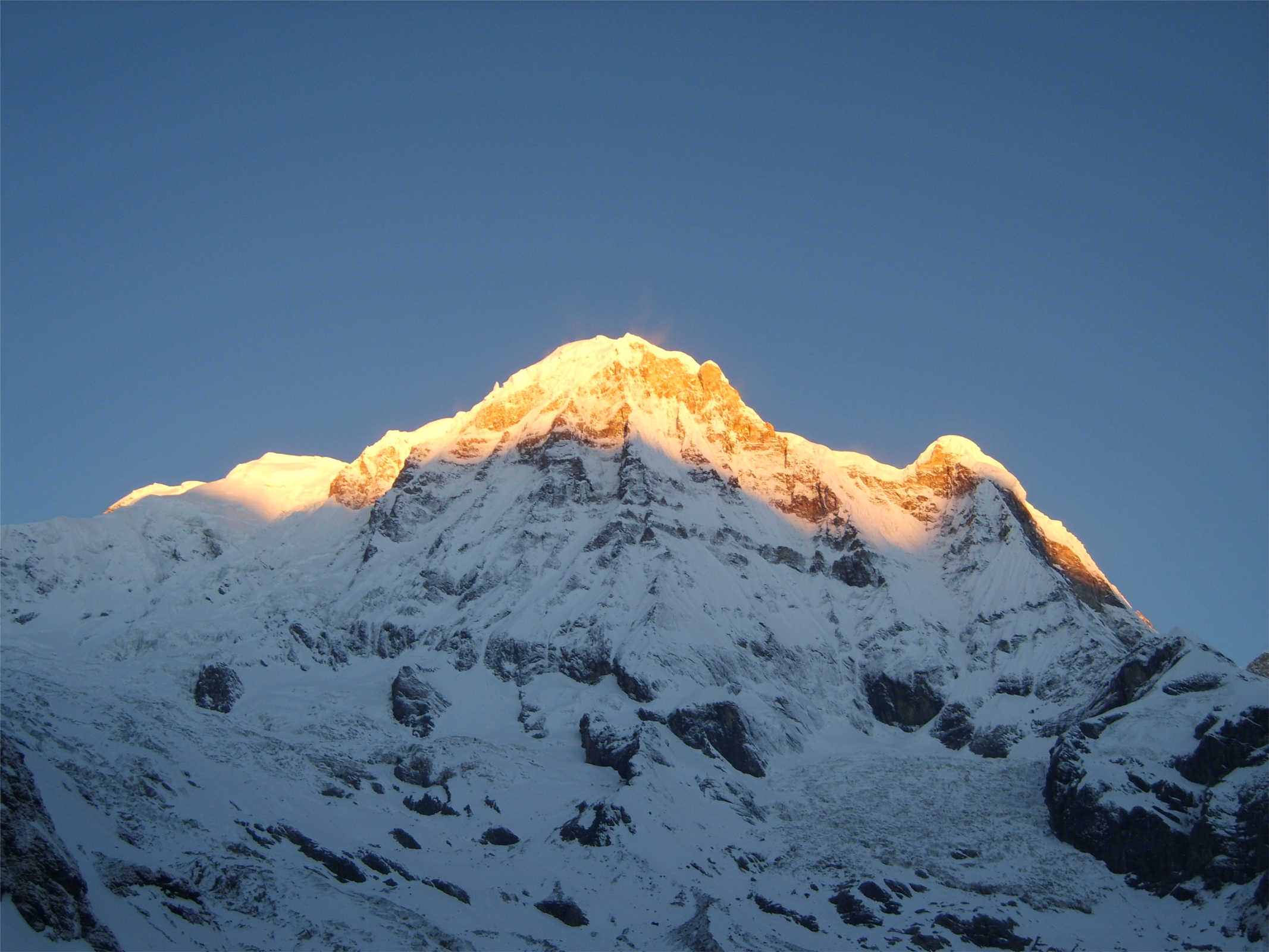
Фото Південної Аннапурни з Базового табору (4130 м), до сходу сонця

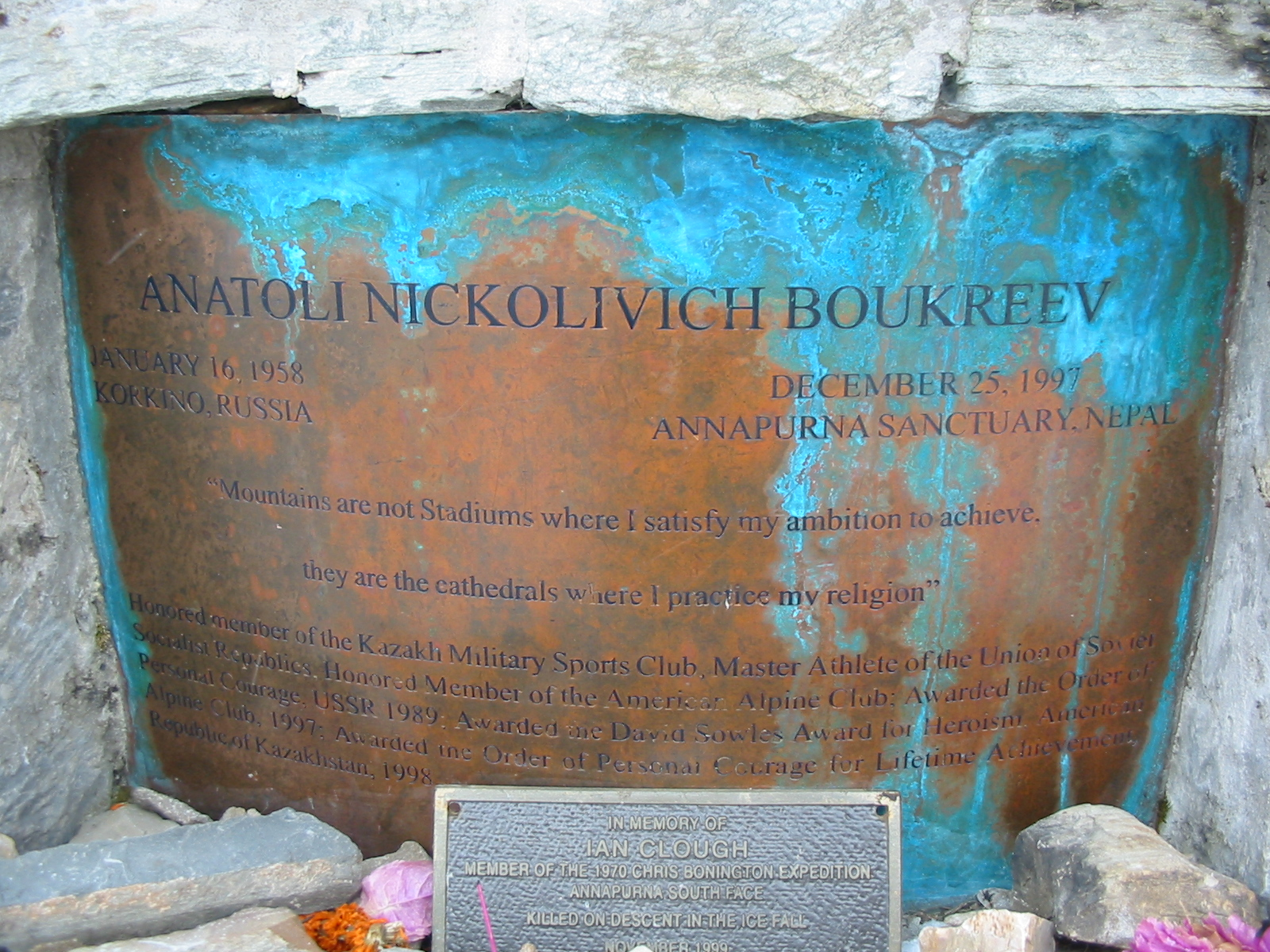
Пам'ятник Анатолію Букреєву (1997) і пам'ятник Яну Кло (Ian Clough) (1970) в Базовому таборі під Аннапурною, Nepal

Аннапурна, (Санскрит, непальська, неварська: अन्नपूर्णा) гора в Гімалаях на території Непалу, висота — 8091 м. Була підкорена північним схилом французькою експедицією в 1950 (Моріс Ерцог), південним — англійською командою в 1970.
Гірський масив в Гімалаях 55 км завдовжки, найвища точка масиву — Аннапурна I, має висоту 8091 м, що робить її 10-ю найвищою у світі й одним з 14 восьмитисячників". Масив розташований на схід від великого каньйону промитого річкою Калі-Гандакі, яка відокремлює його від масиву Дхаулагірі. Дхаулагір І знаходиться за 34 км на захід від Аннапурни І) अन्नपूर्णा Annapūrṇā є санскритським ім'ям, яке буквально означає «повна їжі», але зазвичай перекладається як богиня врожаю. В індуїзмі, Аннапурна є богинею родючості і сільського господарства і аватара Дурги.
Масив і околиці є охоронною зоною 7629 км² — Annapurna Conservation Area Project (ACAP), перший і найбільший заповідник в Непалі, створений в 1986 році королем Махендра Траст.

## Список загиблих
| № за/п. | Дата            | Прізвище                     | Національність  | Причини смерті                   | Посилання         |
| ------- | --------------- | ---------------------------- | --------------- | -------------------------------- | ----------------- |
| 72      | 24 березня 2015 | Самулі Мансікка              | Фінляндія       | Падіння                          | [ 1 ]             |
| 71      | 24 березня 2015 | Пемба Шерпа                  | Непал           | Падіння                          | [ 1 ]             |
| 70      | 7 жовтня 2012   | Іван Лобанов                 | Узбекистан      | Лавина                           | [ 2 ]             |
| 69      | 7 жовтня 2012   | Ільяс Тухватулін             | Узбекистан      | Лавина                           | [ 2 ]             |
| 68      | 5 травня 2012   | Тібор Хорват                 | Угорщина        | Лавина                           | [ 3 ]             |
| 67      | жовтня 2011     | Парк Юнг-сеок                | Південна Корея  | Згинув                           | [ 4 ] [ 5 ] [ 6 ] |
| 66      | жовтня 2011     | Донг-Мінь Шинь               | Південна Корея  | Згинув                           | [ 4 ] [ 5 ] [ 6 ] |
| 65      | жовтня 2011     | Кі-Сеок Канґ                 | Південна Корея  | Згинув                           | [ 4 ] [ 5 ] [ 6 ] |
| 64      | 29 квітня 2010  | Толо Калафат                 | Іспанія         | Припускається виснаження         | [ 7 ] [ 8 ]       |
| 63      | квітня 2009     | Мартін Мінарик               | Чехія           | Падіння в розщелину              | [ 9 ]             |
| 62      | 23 травня 2008  | Іньякі Очоа-де-Олза          | Іспанія         | Високогірний церебральний набряк | [ 10 ]            |
| 61      | 22 квітня 2007  | Udhav Prasad Khanal          | Непал           | Згинув                           | [ 11 ]            |
| 60      | 22 жовтня 2006  | Lhakpa Rita II               | Непал           | Лавина                           | [ 12 ]            |
| 59      | 18 травня 2005  | Christian Kuntner            | Італія          | Лавина                           | [ 13 ]            |
| 58      | 10 жовтня 2004  | Hideji Nazuka                | Японія          | Лавина                           | [ 14 ]            |
| 57      | 10 жовтня 2004  | Michio Sato                  | Японія          | Лавина                           | [ 14 ]            |
| 56      | 29 квітня 1999  | Hyun-Ok Ji                   | Південна Корея  | Згинув                           | [ 15 ]            |
| 55      | 29 квітня 1999  | Dorje Kami                   | Непал           | Згинув                           | [ 11 ]            |
| 54      | 26 квітня 1998  | Ang Tshering                 | Непал           | Лавина                           | [ 11 ] [ 16 ]     |
| 53      | 25 грудня 1997  | Анатолій Букреєв             | Казахстан       | Лавина                           | [ 11 ] [ 16 ]     |
| 52      | 25 грудня 1997  | Дмитро Соболєв               | Казахстан       | Лавина                           | [ 11 ] [ 16 ]     |
| 51      | 23 березня 1997 | Ngati                        | Непал           | Падіння                          | [ 11 ] [ 16 ]     |
| 50      | 11 жовтня 1992  | Pierre Béghin                | Франція         | Падіння                          | [ 16 ] [ 17 ]     |
| 49      | 20 жовтня 1991  | Gabriel Denamur              | Бельгія         | Згинув                           | [ 11 ] [ 16 ]     |
| 48      | 19 вересня 1991 | Seog-Jee Lee                 | Південна Корея  | Лавина                           | [ 16 ]            |
| 47      | 19 вересня 1991 | Song-Gu Lee                  | Південна Корея  | Лавина                           | [ 16 ]            |
| 46      | 19 вересня 1991 | Sange Dawa                   | Непал           | Лавина                           | [ 11 ] [ 16 ]     |
| 45      | 19 вересня 1991 | Tendi Lhakpa                 | Непал           | Лавина                           | [ 11 ] [ 16 ]     |
| 44      | 19 вересня 1991 | Jangbu Nurbu                 | Непал           | Лавина                           | [ 11 ] [ 16 ]     |
| 43      | 19 вересня 1991 | Tenzing                      | Непал           | Лавина                           | [ 11 ] [ 16 ]     |
| 42      | 28 жовтня 1989  | Мілан Мєтков                 | Болгарія        | Падіння, зник                    | [ 11 ]            |
| 41      | 28 жовтня 1989  | Огнян Стойков                | Болгарія        | Падіння, зник                    | [ 11 ]            |
| 40      | 18 жовтня 1988  | Ramiro Navarrete             | Еквадор         | Падіння                          | [ 18 ]            |
| 39      | 1 жовтня 1988   | Jiri Pelikan                 | Чехія           | Падіння на спуску                | [ 11 ]            |
| 38      | 29 вересня 1988 | Akihiro Mori                 | Японія          | Лавина                           | [ 16 ]            |
| 37      | 29 вересня 1988 | Ang Dawa                     | Японія          | Лавина                           | [ 11 ] [ 16 ]     |
| 36      | 20 грудня 1987  | Toshiyuki Kobayashi          | Японія          | Падіння                          | [ 11 ]            |
| 35      | 20 грудня 1987  | Yasuhira Saito               | Японія          | Падіння                          | [ 11 ]            |
| 34      | 24 травня 1987  | Andres Ferrer                | Іспанія         | Падіння, помер від травм         | [ 11 ]            |
| 33      | 23 вересня 1986 | Benoit Grison                | Франція         | Падіння                          | [ 11 ]            |
| 32      | 7 грудня 1984   | Pasang Norbu                 | Непал           |                                  | [ 11 ]            |
| 31      | 7 грудня 1984   | Keepa                        | Непал           |                                  | [ 11 ]            |
| 30      | 21 квітня 1984  | Philippe Dumas               | Франція         | Лавина                           | [ 11 ]            |
| 29      | 21 квітня 1984  | Patrick Taglianut            | Франція         | Лавина                           | [ 11 ]            |
| 28      | 24 вересня 1983 | Yang-Kun Chung               | Південна Корея  | Лавина                           | [ 16 ]            |
| 27      | 24 вересня 1983 | Magar Maila                  | Непал           | Лавина                           | [ 11 ] [ 16 ]     |
| 26      | 24 вересня 1983 | Rama Magar Tika              | Непал           | Лавина                           | [ 11 ] [ 16 ]     |
| 25      | 18 жовтня 1982  | Susumu Akimatsu              | Японія          | Лавина                           | [ 11 ]            |
| 24      | 18 жовтня 1982  | Miko Ono                     | Японія          | Лавина                           | [ 11 ]            |
| 23      | 17 жовтня 1982  | Alex MacIntyre               | Велика Британія | Камнепад                         | [ 11 ] [ 17 ]     |
| 22      | 12 травня 1982  | Rai Shanti                   | Непал           | Падіння                          | [ 11 ]            |
| 21      | 4 травня 1982   | Werner Bürkli                | Швейцарія       | Серцевий напад                   | [ 11 ]            |
| 20      | 31 жовтня 1981  | Yasuji Kato                  | Японія          | Падіння                          | [ 11 ]            |
| 19      | 28 вересня 1981 | Andre Durieux                | Франція         | Лавина                           | [ 11 ]            |
| 18      | 28 вересня 1981 | Yves Favre                   | Франція         | Лавина                           | [ 11 ]            |
| 17      | 27 вересня 1981 | Ang Nima                     | Непал           | Лавина                           | [ 11 ]            |
| 16      | 27 вересня 1981 | Pemba Tshering               | Непал           | Лавина                           | [ 11 ]            |
| 15      | 19 вересня 1979 | Eric Roberts                 | Велика Британія | Лавина                           | [ 11 ]            |
| 14      | 19 вересня 1979 | Maynard Cohick               | США             | Лавина                           | [ 11 ]            |
| 13      | 19 вересня 1979 | Gil Harder                   | США             | Лавина                           | [ 11 ]            |
| 12      | 1 травня 1979   | Yves Morin                   | Франція         | Виснаження                       | [ 11 ]            |
| 11      | 17 жовтня 1978  | Alison Chadwick-Onyszkiewicz | Велика Британія | Падіння                          | [ 19 ]            |
| 10      | 17 жовтня 1978  | Vera Watson                  | США             | Падіння                          | [ 19 ]            |
| 9       | 16 квітня 1975  | Franz Tegischer              | Австрія         | Лавина                           | [ 11 ]            |
| 8       | 26 вересня 1973 | Leo Cerruti                  | Італія          | Лавина                           | [ 11 ]            |
| 7       | 26 вересня 1973 | Miller Rava                  | Італія          | Лавина                           | [ 11 ]            |
| 6       | 18 травня 1973  | Tadashi Ushigoe              | Японія          | Лавина                           | [ 11 ]            |
| 5       | 18 травня 1973  | Sadatoshi Takahashi          | Японія          | Лавина                           | [ 11 ]            |
| 4       | 18 травня 1973  | Masanori Hama                | Японія          | Лавина                           | [ 11 ]            |
| 3       | 18 травня 1973  | Kazumi Katagiri              | Японія          | Лавина                           | [ 11 ]            |
| 2       | 18 травня 1973  | Rinje                        | Непал           | Лавина                           | [ 11 ]            |
| 1       | 30 травня 1970  | Ian Clough                   | Велика Британія | Падіння                          | [ 11 ]            |

## Виноски
1. 1 2  Annapurna Rescue Mission Launched: Not Everything is Alright. ExplorersWeb. Процитовано 8 квітня 2015.
2. 1 2  Annapurna search is over: Iljas is gone. 9 жовтня 2012. Процитовано 12 жовтня 2012.
3. ↑  Annapurna, ocho ascensiones en el segundo día de cima de la temporada. Desnivel. Desnivel.com. Процитовано 9 липня 2012.
4. 1 2 3  Mr Park missing on Annapurna, third UPDATE. Explorersweb. 20 жовтня 2011
5. 1 2 3  Deaths – Autumn 2011. The Himalayan Database. Процитовано 3 вересня 2014.
6. 1 2 3  Famous Korean Climber missing. 8000ers.com. 21 жовтня 2011. Процитовано 3 вересня 2014.
7. ↑  Fallece el alpinista mallorquín Tolo Calafat — Diario de Mallorca. diariodemallorca.es. 29 квітня 2010
8. ↑  Tolo Calafat lost on Annapurna — official statement. explorersweb.com. 29 квітня 2010
9. ↑  Heli search called off for Martin Minarik on Annapurna. explorersweb.com. 26 квітня 2009
10. ↑  Iñaki Ochoa de Olza. alpinismonline.com
11. 1 2 3 4 5 6 7 8 9 10 11 12 13 14 15 16 17 18 19 20 21 22 23 24 25 26 27 28 29 30 31 32 33 34 35 36 37 38 39 40 41 42 43 44 45 46 47 48  Annapurna I.alpinismonline.com
12. ↑  Everest K2 News Explorersweb – the pioneers checkpoint. Explorersweb.com. 29 жовтня 2006. Процитовано 9 липня 2012.
13. ↑  Christian Kuntner — a mountaineering legend is gone [Архівовано 15 грудня 2014 у Wayback Machine.]. mounteverest.net. 20 травня 2005
14. 1 2  Everest – Mount Everest by climbers, news. Mounteverest.net. 11 жовтня 2004. Архів оригіналу за 12 серпня 2014. Процитовано 9 липня 2012. [Архівовано 2014-08-12 у Wayback Machine.]
15. ↑  Top on 8000 peaks — women.
16. 1 2 3 4 5 6 7 8 9 10 11 12 13 14 15 16 17  Fatalities – Annapurna I. Процитовано 18 вересня 2012.
17. 1 2  Andy Fanshawe and Stephen Venables, Himalaya Alpine-Style, Hodder and Stoughton, 1995, ISBN 978-0-340-64931-2, pp. 131—132.
18. ↑  Everest and K2 Summiter: Ivan Vallejo Ricaurte ON THE way to the summit. everestnews.com. 2007
19. 1 2  Ceska, Adolf (18 August 2005) WHO WAS VERA KOMARKOVA?. Botanical Electronic News — BEN #350